# Daniel Bernard (écrivain français)
 (août 2016).
Si vous disposez d'ouvrages ou d'articles de référence ou si vous connaissez des sites web de qualité traitant du thème abordé ici, merci de compléter l'article en donnant les références utiles à sa vérifiabilité et en les liant à la section « Notes et références ».
 (août 2016).
Pour les articles homonymes, voir Daniel Bernard et Bernard.
Œuvres principales
La Route de l’or bleu, Sonate pour le saxo d’Octave, La Tencin
Daniel Bernard, né le 10 juin 1948 à La Rochelle, est un écrivain romancier, conférencier et poète français. Il est resté très attaché à sa ville natale et à l'Ile de Ré, où il a passé une partie de son enfance.
Il est fasciné par les grandes épopées maritimes, par l'appel de l'océan et le vent du large, tout comme l’acteur Bernard Giraudeau, l’écrivain Éric Fottorino ou la navigatrice Isabelle Autissier, dont il partage la passion pour « le grand port Atlantique », les courses en mer et l’écriture. Il s'est depuis toujours passionné pour les livres.
Il est connu pour son rôle de conférencier, puisqu’il a rédigé (et il rédigé au présent) nombreuses conférences, même dans le domaine académique autour de la France. Parmi les conférences plus récentes on trouve ‘’Le bleu et le vert dans l’art et les mentalités : ange ou démon ? ’’  (Octobre 2022 université de Melun) et ‘’ Couleurs et croyances’’ (Novembre 2022- université de Lille)   
Il s’est spécialisé dans l’histoire de la couleur, du pastel et des pigments d’Occitanie au XVIe siècle ; il fait des conférences qui concernent ce sujet en Europe. En plus, Il fait partie du centre du livre et la lecture du Poitou-Charentes et du Comité national monégasque de l’association internationale des arts plastiques auprès de l’UNESCO; il est aussi membre de la Société des Poètes français.

## Biographie

### Enfance
Né à La Rochelle, Daniel Bernard passe son enfance dans l'auberge familiale au bord de l’eau. Il évoque dans "Sonate pour le saxo d'Octave" des aspects personnels de sa vie.
Daniel Bernard n'a que vingt ans, quand il se trouve au bord de l’écriture comprenant enfin la phrase de Carole Martinez : « Les choses sacrées se murmurent dans l’ombre des cuisines, au fond des vieilles casseroles, dans les odeurs d’épices là où magie et recettes se côtoient. » Comme dans un livre qui jour après jour s’écrit, il évoque la cuisine des femmes de son enfance pleine d'aventures, de voyages et de poésies. Sans le savoir, la mémoire affective lui rappelle le pain perdu, les tartes aux crevettes et les îles flottantes, des après-midis pluvieux, nourrissant alors l'écriture.

### Adolescence
Il souhaite poursuivre des études, écrire. Alors il monte à Paris. En attendant, il doit gagner sa vie. Par un ami de la famille, une place de commis de suite lui est réservée au restaurant Drouant, place Gaillon. C’est le restaurant où sont attribués chaque année le Prix Goncourt et le Prix Renaudot. Il est aux premières loges pour admirer les auteurs. Par le biais de la restauration, Daniel Bernard entrevoit déjà le chemin de cette littérature qui le passionne.[réf. nécessaire]
Depuis l’ile de Ré, son grand-père l’a inscrit au concours d’entrée de la rue Médéric. Il entre alors à l'école hôtelière Jean Drouant. Il étudie la semaine et le week end il travaille dans le célèbre cabaret Le Moulin Rouge à Montmartre.
À la rue Médéric, son professeur d’œnologie est Louis Orizet, inspecteur général de l’INAO (Institut National des Appellations d’Origine), son fils est le poète contemporain Jean Orizet.
Lors d’une séance de dégustation, Daniel est « frappé par la poésie du langage.[Quoi ?] On parle du vin comme d’une femme, on donne une couleur à sa robe, on remarque ses jambes qui se dessinent sur le bord du verre. » Il est inspiré par le poète Omar Khayyam :
 Bois du vin, lui dit le Persan, sois heureux à cet instant, cet instant c’est ta vie.
Sous la direction de Louis Orizet, Daniel Bernard se tourne vers les textes de Gaston Roupnel :
 La Romanée Conti est la perle du milieu dans le collier bourguignon 
 Ici, il n’y a pas de vigne commune, chaque vendange affirme, sous les espèces du vin, une noblesse millénaire.

### Le sommelier
Daniel décide de se consacrer à l’étude du vin. Durant les cours d'œnologie, Louis Orizet le remarque et en parle au directeur de la restauration. Il encourage et pousse son jeune élève à se présenter au concours très convoité de sommelier. Louis Orizet a eu du flair, Daniel Bernard devient meilleur jeune sommelier de France. Louis Orizet peut regagner sa Bourgogne et la Romanée Conti du poète Gaston Roupnel. Daniel ira revoir son maître dans son village de Denicé, au cœur du vignoble, à l’occasion de la promotion du Beaujolais nouveau.

### Débuts littéraires
Appelé à faire son service militaire, Daniel Bernard est mobilisé auprès du général Massu qui commande les Forces françaises en Allemagne. Il se retrouve à la résidence du général CCFFA, au Jagdhaus à Baden Baden. En dehors de ses obligations à la résidence, il passe son temps à lire. Il écrit aussi des nouvelles et griffonne des poèmes. Ces derniers lui servent à faire revivre des scènes, des paysages, des émotions que l’absence de photos et de dessins ne peut reproduire. Il se sert des onomatopées, au son grave et trainant comme des notes de blues, pour rendre compte de la difficulté d’un train à monter une rampe escarpée en plein hiver au cœur de la Forêt Noire ; puis inversement, il utilise le rythme tranchant et saccadé des vers pour montrer l’accélération du train dans la descente, de l’autre côté du versant :
Le train gronde maintenant, rompant le blanc silence
seules des pancartes courant le long des voies
te parlent d’une langue que tu ne connais pas.
Les vins du Rhin sont excellents, mais les vignes françaises et leur poésie lui manquent. C’est à ce moment que l’épouse d’une personnalité de haut-rang, le contacte afin d’écrire le roman de sa vie. Cette femme, célèbre pour son existence parisienne hors du commun autant que pour ses campagnes militaires dans la 2e DB de Leclerc, a de quoi raconter. Elle le sollicite pour devenir son « Nègre » en littérature.
En fait, en lui demandant d'écrire l'histoire de sa vie, elle renforce en lui la passion pour l'écriture.[Quoi ?]. Le livre sera un succès et l’entrée de Daniel Bernard en littérature, une révélation[réf. nécessaire].

### Un écrivain de la mer
Rendu à la vie civile, Daniel Bernard commence par écrire sur son île et ses compatriotes, ce sont souvent des romans picaresques où les personnages apparaissent comme des anti-héros, aux antipodes de James Bond ou du chevalier blanc. Il évoque le monde simple des sauniers et des gens du bord de mer évoluant dans le paysage dénudé des marais. Par amour pour la simplicité[Quoi ?], il veille à ce que le dépouillement de l’écriture accompagne la nudité du lieu.

## Vie littéraire

### Écriture et rupture
Quand on demande à Daniel Bernard de définir le genre littéraire auquel il appartient, il répond invariablement que le travail en littérature est un chantier aussi changeant que la mer ; qu’un genre littéraire est une formule esthétique, qu’il en existe autant que de catégories de bateaux. Il y en a des grands, des petits, des blancs et des rouges. "L’écrivain qui affronte l’océan romanesque, subit les vagues du bien-pensant et du politiquement correct[Quoi ?]. Il est tout de suite rangé dans une des catégories[réf. nécessaire]. Pour cette raison, il devra au plus vite s’éloigner des rochers à fleur d’eau de la compromission et gagner la haute mer des vraies sensations".[réf. nécessaire]

## Ouvrages

### Romans et récits
- Le Saunier de Saint-Clément, l’Harmattan – collection « Graveur de Mémoire  2002
- Une île bien plus loin que le vent, l’Harmattan – collection  « Écritures » 2005
- Les Magayantes, Éditions l’Harmattan – collection « Écritures »  Prix Ile de Ré 2008[réf. nécessaire]
- Comment c’était avant, l’île de Ré, l’Harmattan - collection « Écritures » 2010

Récits historiques
- Madame de Tencin la Scandaleuse baronne, l’Harmattan - coll « Écritures » 2012
- La Route de l’or bleu, Éditions La Découvrance – collection « Marine » 2016
- Louis Suire ou la passion de peindre, Editions PC 2019

### Pièce de théâtre
- L’Albatros, tiré du livre Une Ile bien plus loin que le vent 2015

### Recueils de poésie et Textes
- Portraits de poètes, Éditions Terre des Graves – collectif 2001
- Sonate pour le saxo d’Octave, Éditions Al Manar 2015
- Les Flamboyants, Prix André Chénier 2000[réf. nécessaire]